# Der Clan der Wölfe (Romanzyklus)
Der Clan der Wölfe – Originaltitel „Wolves of the Beyond“ – ist der Titel einer sechs Bände umfassenden Fantasy-Buchreihe für Kinder der US-amerikanischen Schriftstellerin Kathryn Lasky.

## Inhalt
Die Erzählungen spielen in einem imaginären Reich der Wölfe, in dem die jugendlichen Protagonisten heldenhaft allerlei Aufgaben lösen und Kämpfe bestehen. Mittelpunkt des Wolf-Universums sind die „Hinterlande“.
Der Romanzyklus Der Clan der Wölfe ist Bestandteil einer Serie von mehreren Chronologischen Romanserien. Die Legenden über Ga'Hoole sind Bestandteil des Romanzyklus Die Legende der Wächter und Bestehen aus den Bänden 9 – 10 – 11.
- Teil 1: Die Legenden über Ga'Hoole (3 Bände)
- Teil 2: Die Legende der Wächter (13 Bände)
- Teil 3: Der Clan der Wölfe (6 Bände)
- Teil 4: Die Spur der Donnerhufe
- Teil 5: Das Vermächtnis der Eistatzen

## Einzeltitel
Alle Bände der Serie Der Clan der Wölfe sind im Verlag O. Maier, Ravensburg erschienen, wurden von Ilse Rothfuss ins Deutsche übertragen.
- 1. Donnerherz (Lone Wolf)
- 2. Schattenkrieger (Shadow Wolf)
- 3. Feuerwächter (Watch Wolf)
- 4. Eiskönig (Frost Wolf)
- 5. Knochenmagier (Spirit Wolf)
- 6. Sternenseher (Star Wolf)

Die Geschichte ab Band 4 gab es schon einmal in ähnlicher Form in Balto 2 – Auf der Spur der Wölfe als Film (19. Februar 2002).
Hier muss Aleu ein Rudel Wölfe zu neuen Jagdgründen über das vereiste Meer führen.